# Übelbach
Übelbach ist eine Marktgemeinde mit 2068 Einwohnern (Stand 1. Jänner 2025) in der Steiermark nordwestlich von Graz.

## Geografie

### Geografische Lage
Übelbach liegt in einem Seitental des Mittleren Murtals im Bezirk Graz-Umgebung in der Weststeiermark ca. 20 km nordwestlich der Landeshauptstadt Graz.

### Ausdehnung des Gemeindegebietes
Die Marktgemeinde Übelbach umfasst 94,52 km² und erstreckt sich von West nach Ost über eine Länge von etwa 20 km von der Gleinalpe bis fast zum Murtal entlang des Übelbaches, eines rechten Nebenflusses der Mur. Im Westen befinden sich im Gemeindegebiet einige Berge mit Höhen über 1500 m: Ochsenkogel (1580 m), Speikkogel (1988 m), Lärchkogel (1894 m) und Eiblkogel (1831 m) sowie zwei Übergänge in die Nachbargemeinden: Gleinalmsattel (1586 m) und Kreuzsattel (1583 m).

### Gemeindegliederung
Das Gemeindegebiet umfasst folgende vier Ortschaften bzw. Katastralgemeinden (Einwohner Stand 1. Jänner 2025, Fläche Stand 31. Dezember 2023):
- Kleintal (130 Ew.), KG Kleinthal (2.121,29 ha) samt Kleintalgraben, Kumpelgraben und Meislgraben
- Land-Übelbach (649 Ew.), KG Übelbach Land (1.404,79 ha) samt Arzwaldgraben, Fahrneck, Guggenbach, Gunegg und Reicherhöhe
- Markt-Übelbach (1095 Ew.), KG Übelbach Markt (485,06 ha) samt
- Neuhof (194 Ew., 5.440,8 ha) samt Bockstallgraben, Kleintal, Lambach, Mitterberg und Neuhofgraben

### Nachbargemeinden
Übelbach ist von neun Nachbargemeinden umgeben, drei davon liegen im Bezirk Leoben (LE), eine im Bezirk Murtal (MT), zwei im Bezirk Voitsberg (VO) und drei im Bezirk Graz-Umgebung.
| Sankt Michael in Obersteiermark (LE)                              | Leoben (LE)                                     | Frohnleiten      |
| Sankt Stefan ob Leoben (LE)                                       | Kompassrose, die auf Nachbargemeinden zeigt     |                  |
| Sankt Margarethen bei Knittelfeld (MT) Kainach bei Voitsberg (VO) | Geistthal- Södingberg (VO) Gratwein- Straßengel | Deutschfeistritz |

## Geschichte
Übelbach wird erstmals in der ersten Hälfte des 13. Jahrhunderts als Ubilpach erwähnt und ist wahrscheinlich nach dem gleichnamigen Bach benannt. Im selben Jahrhundert wurde der Markt erbaut, nachdem im Tal Silbervorkommen entdeckt worden waren. Der Silberbergbau wurde jedoch um 1500 wieder eingestellt.
Erst im 18. Jahrhundert entwickelte sich in Übelbach ein gewisser Wohlstand durch den Betrieb von Hammerschmieden, die durch die Nutzung der Wasserkraft und des waldreichen Umlandes einen günstigen Standort fanden. Das Erz wurde aus der Obersteiermark geholt. Das Eisen wurde auf Flößen ins Murtal gebracht und dort mit Fuhrwerken weitertransportiert.
In der Zwischenzeit entstand neben den Hammerschmieden im Ortsteil Guggenbach eine Papierfabrik. Da dieser Betrieb auf Ressourcen von außerhalb des Tales angewiesen war, wurde die Eisenbahnlinie nach Peggau gebaut, was allerdings zum Niedergang der Hammerschmieden führte. Seit 1919 verkehrt die Eisenbahn regelmäßig zwischen Peggau und Übelbach.
Die Besitzer der Papierfabrik wurden 1938 als Juden verfolgt und zum Verkauf weit unter ihrem Wert gezwungen, nach dem Zweiten Weltkrieg schlug die ÖVP aus dieser „Arisierung“ Kapital (siehe Krauland-Skandal). In den folgenden Jahrzehnten wurde der Konkurrenzkampf mit größeren Unternehmen aber zunehmend schwierig, bis die Firma ihren Betrieb 1972 einstellte. Gleichzeitig begann allerdings der Aufschwung der Firma Gaulhofer, die Türen und Fenster produziert und die alle Mitarbeiter der Papierfabrik übernommen hat.
Die Ortsgemeinde als autonome Körperschaft entstand 1850. Nach der Annexion Österreichs 1938 kam die Gemeinde zum Reichsgau Steiermark, 1945 bis 1955 war sie Teil der britischen Besatzungszone in Österreich.

### Bevölkerungsentwicklung

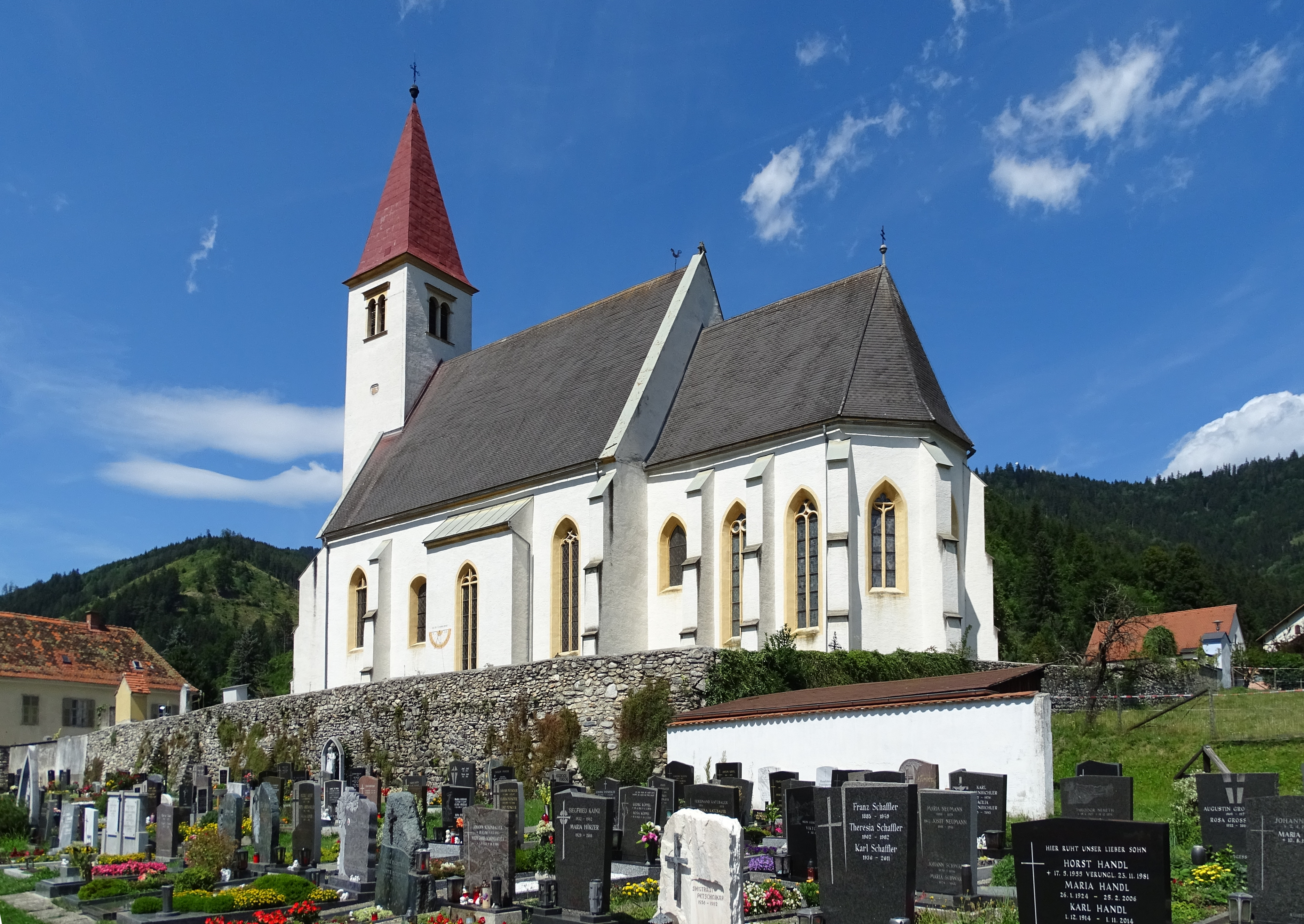
Pfarrkirche hl.Laurentius

| Übelbach: Einwohnerzahlen von 1869 bis 2024         | Übelbach: Einwohnerzahlen von 1869 bis 2024 | Übelbach: Einwohnerzahlen von 1869 bis 2024 | Übelbach: Einwohnerzahlen von 1869 bis 2024 | Übelbach: Einwohnerzahlen von 1869 bis 2024 |
| --------------------------------------------------- | ------------------------------------------- | ------------------------------------------- | ------------------------------------------- | ------------------------------------------- |
| Jahr                                                |                                             |                                             |                                             | Einwohner                                   |
| 1869                                                | 1869                                        |                                             | 2.280                                       | 2.280                                       |
| 1880                                                | 1880                                        |                                             | 2.373                                       | 2.373                                       |
| 1890                                                | 1890                                        |                                             | 2.493                                       | 2.493                                       |
| 1900                                                | 1900                                        |                                             | 2.565                                       | 2.565                                       |
| 1910                                                | 1910                                        |                                             | 2.358                                       | 2.358                                       |
| 1923                                                | 1923                                        |                                             | 2.385                                       | 2.385                                       |
| 1934                                                | 1934                                        |                                             | 2.616                                       | 2.616                                       |
| 1939                                                | 1939                                        |                                             | 2.417                                       | 2.417                                       |
| 1951                                                | 1951                                        |                                             | 2.523                                       | 2.523                                       |
| 1961                                                | 1961                                        |                                             | 2.449                                       | 2.449                                       |
| 1971                                                | 1971                                        |                                             | 2.303                                       | 2.303                                       |
| 1981                                                | 1981                                        |                                             | 2.129                                       | 2.129                                       |
| 1991                                                | 1991                                        |                                             | 2.162                                       | 2.162                                       |
| 2001                                                | 2001                                        |                                             | 2.125                                       | 2.125                                       |
| 2011                                                | 2011                                        |                                             | 1.948                                       | 1.948                                       |
| 2021                                                | 2021                                        |                                             | 2.066                                       | 2.066                                       |
| 2024                                                | 2024                                        |                                             | 2.075                                       | 2.075                                       |
| Quelle(n): Statistik Austria, Gebietsstand 1.1.2021 |                                             |                                             |                                             |                                             |

## Kultur und Sehenswürdigkeiten

### Museen
- Stallmuseum im Ortsteil Neuhof. In einem alten Stallgebäude zeigt es alte bäuerliche Werkzeuge und Gebrauchsgegenstände.

### Sport
Durch die Lage der Marktgemeinde im Bereich der Gleinalpe bieten sich vielfältige Wandermöglichkeiten:
- Am Westrand der Marktgemeinde verlaufen auf dem Grat der Gleinalpe der Nord-Süd-Weitwanderweg sowie der Europäische Fernwanderweg E6.
- Der Übelbacher Silberweg umrundet in ca. 9 km bei circa 2 ½ Stunden Gehzeit die Gemeinde auf den Spuren des Silberbergbaus.
- In der Gemeinde gibt es einen Eishockeyclub und einen Fußballverein (SV Übelbach).

## Wirtschaft und Infrastruktur

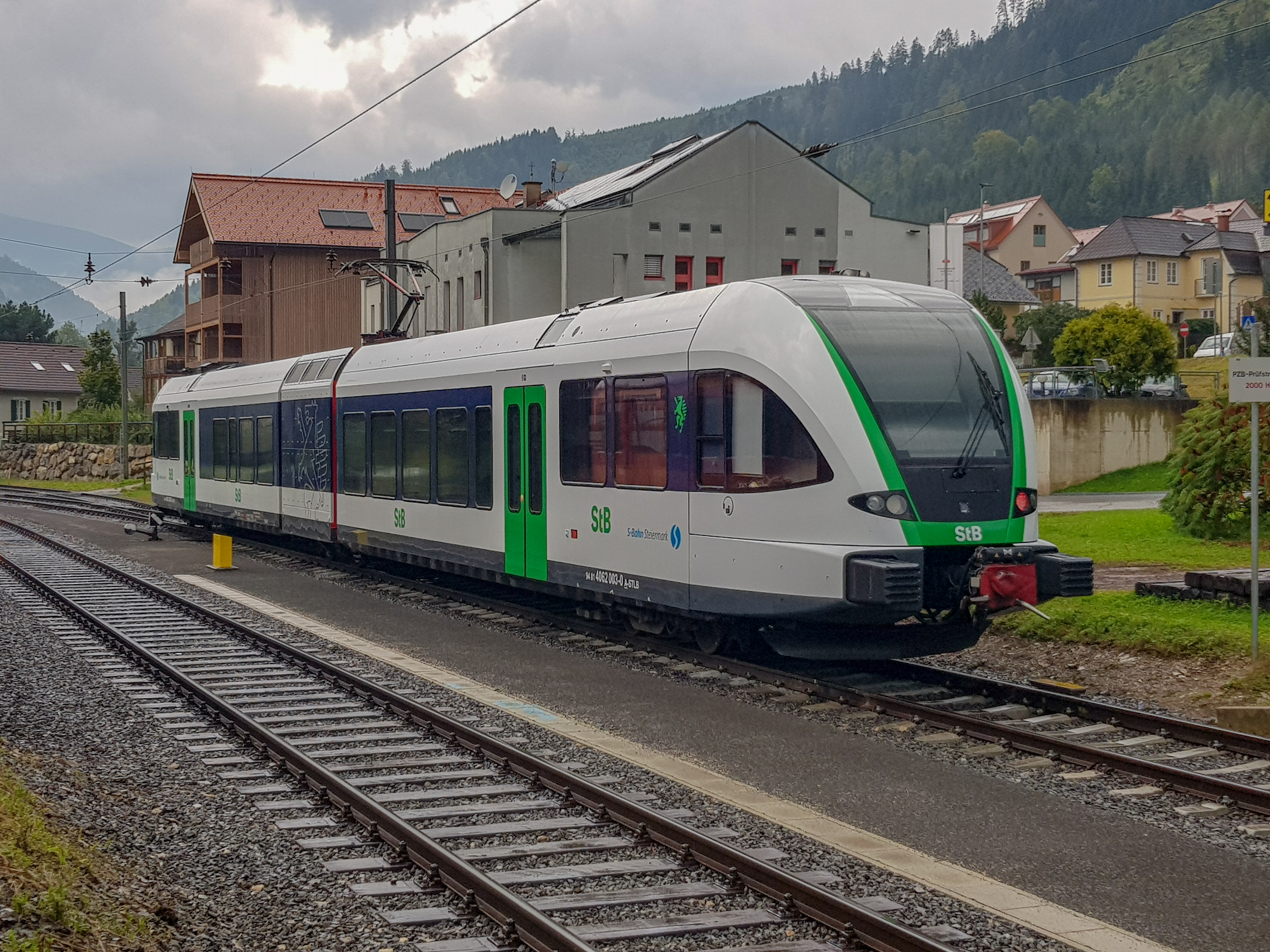
S-Bahn-Triebwagen des Typs Stadler GTW im Bahnhof Übelbach

Übelbach gehört zum 2005 gegründeten Wirtschaftsverbund Region Übelbachtal, dem darüber hinaus die Gemeinden Deutschfeistritz, Peggau und die ehemalige Gemeinde Großstübing angehören.

### Verkehr
Die Pyhrn Autobahn A 9 verläuft durch das Gemeindegebiet und es gibt eine Anschlussstelle Übelbach (157). Im Westen der Marktgemeinde befindet sich das Südportal des mautpflichtigen Gleinalmtunnels.
In Übelbach befinden sich ein Bahnhof und fünf Haltepunkte der Lokalbahn Peggau–Übelbach (S11). Die Linie bietet an Werktagen stündliche Schnellbahn-Verbindungen nach Peggau mit Anschluss zur Südbahn. Zweimal täglich je Richtung werden die Züge direkt bis nach Graz geführt.
Neuhof und Kleintal werden mit einem Bus der Lokalbahn bedient.

### Tourismusverband
Die Gemeinde bildet gemeinsam mit Deutschfeistritz und Peggau den Tourismusverband „Deutschfeistritz-Peggau-Übelbach“. Dessen Sitz ist in Deutschfeistritz.

## Politik

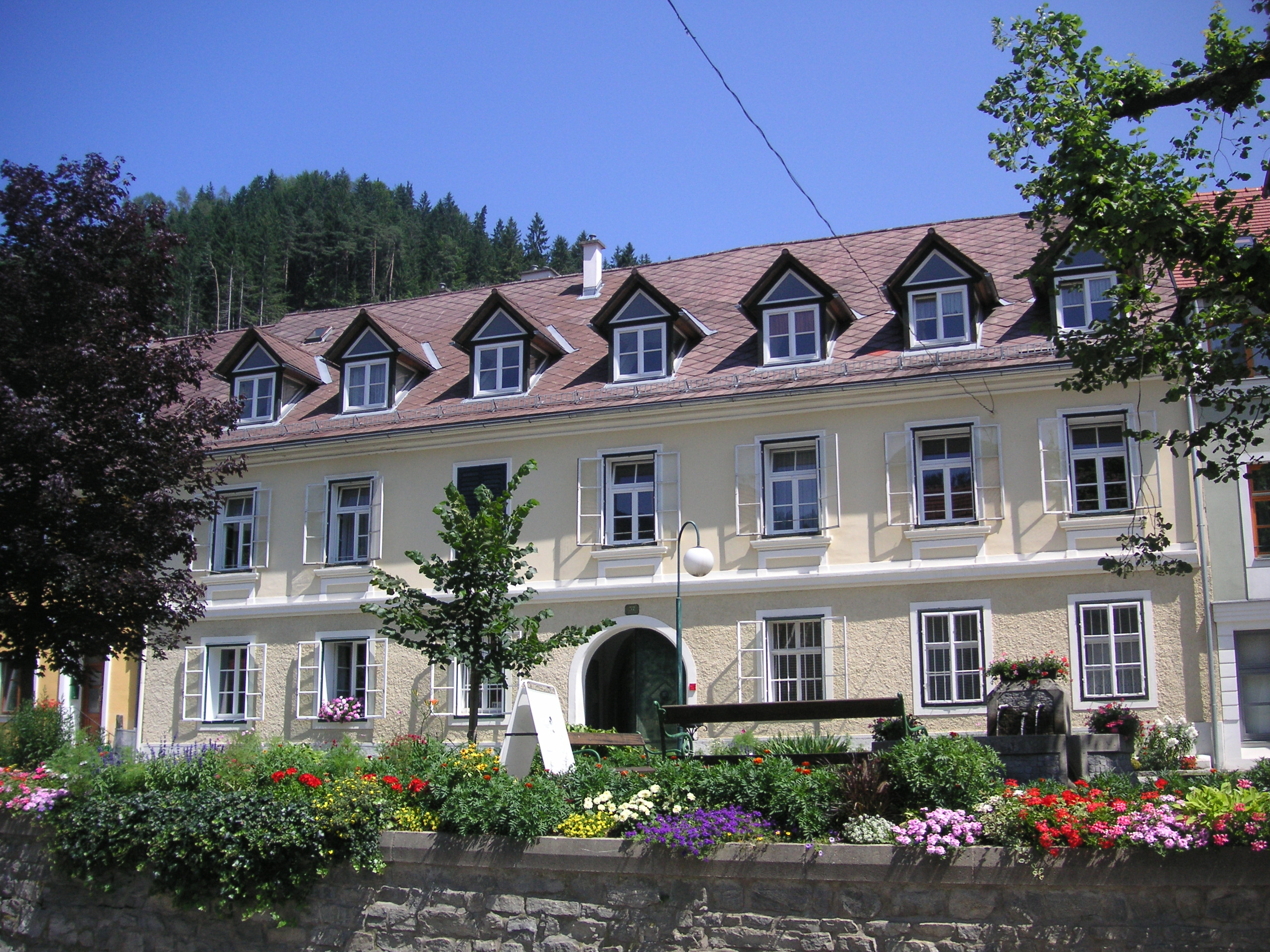
Altes Rathaus von Übelbach

### Bürgermeister
Bürgermeister der Gemeinde ist seit 2003 Markus Windisch (ÖVP).
Dem Gemeindevorstand gehören weiters Vizebürgermeisterin Sonja Zuser (ÖVP) und Gemeindekassier Franz Endthaller (SPÖ) an.

### Gemeinderat
Der Gemeinderat setzt sich nach der Gemeinderatswahl 2025 wie folgt zusammen:
- 9 ÖVP
- 6 SPÖ

Die letzten Gemeinderatswahlen brachten die folgenden Ergebnisse:
| Partei          | 2025             | 2020             | 2020             | 2020             | 2015 | 2015 | 2015 | 2010 | 2010 | 2010 | 2005             | 2005             | 2005             | 2000 | 2000 | 2000 |
| Partei          | Mandate          | Stimmen          | %                | Mandate          | St.  | %    | M.   | St.  | %    | M.   | St.              | %                | M.               | St.  | %    | M.   |
| --------------- | ---------------- | ---------------- | ---------------- | ---------------- | ---- | ---- | ---- | ---- | ---- | ---- | ---------------- | ---------------- | ---------------- | ---- | ---- | ---- |
| ÖVP             | 9                | 734              | 62               | 9                | 869  | 62   | 10   | 925  | 68   | 11   | 891              | 62               | 9                | 825  | 60   | 9    |
| SPÖ             | 6                | 444              | 38               | 6                | 469  | 33   | 05   | 413  | 30   | 04   | 545              | 38               | 6                | 438  | 32   | 5    |
| FPÖ             | nicht kandidiert | nicht kandidiert | nicht kandidiert | nicht kandidiert | 065  | 5    | 0    | 029  | 2    | 0    | nicht kandidiert | nicht kandidiert | nicht kandidiert | 111  | 08   | 1    |
| Wahlbeteiligung |                  | 69 %             | 69 %             | 69 %             | 82 % | 82 % | 82 % | 81 % | 81 % | 81 % | 86 %             | 86 %             | 86 %             | 86 % | 86 % | 86 % |

Alle Prozentangaben auf Ganzzahlen gerundet

### Wappen
Die Silbergruben im Übelbachtal finden im Wappen des Marktes Übelbach, das schon 1590 bezeugt ist, ihre Spiegelung: an einem 1612 ausgestellten Kaufbrief zeigt das Siegel über einem gefluteten Schildfluss („Bach“) einen auf die Kante gestellten Silberbarren mit Punzen. Dieser Silberbarren ist in späterer Zeit durch Missverstehen zu einem silbernen Würfel mit vier Augen geworden, wie das heute gebräuchliche Marktwappen zeigt.
Eine offizielle Verleihung erfolgte zum 1. November 2016 mit folgender Blasonierung (Wappenbeschreibung):
„Über silbernem, blau geflutetem Wellenschildfuß in Rot silbern die auf eine Spitze gestellte Seite eines würfelförmigen Silberbarrens mit vier schwarzen, kreisförmigen Punzen.“

## Persönlichkeiten

### Ehrenbürger der Gemeinde
- Herbert Strallhofer (1927–2022), Bürgermeister von Übelbach 1973–1983[13]

### Söhne und Töchter der Gemeinde
- Eugen Amreich (1859–1940), Abt des Zisterzienserstiftes Rein
- Ermelinde Wertl (um 1933–2004), Tischtennisspielerin
- Hermann Glettler (* 1965), katholischer Geistlicher, Künstler und Bischof von Innsbruck
- Gregor Pötscher (* 1973), Fußballspieler

### Mit Übelbach verbundene Persönlichkeiten
- Adolf Ruhmann (1832–1920), Papierfabrikant